# Trzy dni ciemności
Trzy Dni Ciemności – apokaliptyczne proroctwo dotyczące przyszłych wydarzeń mające poprzedzić ponowne przyjście Jezusa Chrystusa, które niektórzy katolicy uważają za prawdziwe. Proroctwo przepowiada, że na cały świat zstąpią nieprzeniknione ciemności, jako kara za grzechy ludzkości. Będą trwały trzy dni i trzy noce. W tym czasie nastąpi seria kataklizmów, które spowodują śmierć milionów ludzi, głównie grzeszników.
Proroctwo jest paralelą dziesięciu plag egipskich opisanych w biblijnej Księdze Wyjścia (Wj 10:21–29). Również Apokalipsa św. Jana wspomina o pladze nienaturalnej ciemności jako skutku szóstej pieczęci i piątej czaszy. Jednak szczegóły proroctwa „Trzy Dni Ciemności” wywodzą się nie tyle z Biblii, co z objawień prywatnych mistyków katolickich. Wśród wizjonerów byli m.in. bł. Anna Maria Taigi, mistyczka Maríe Julie Jahenny, św. Ojciec Pio, św. Faustyna Kowalska.

## Treść „objawień”
Błogosławiona Anna Maria Taigi (1769–1837) jest najbardziej znaną mistyczką, której przypisuje się wizję Trzech Dni Ciemności. Opisuje ona wydarzenie w następujący sposób:
Na całą ziemię zstąpią nieprzeniknione ciemności, które będą trwały trzy dni i trzy noce. Nic nie będzie widać, a powietrze będzie przepełnione zarazą, która dotknie przede wszystkim, ale nie tylko, wrogów religii. W czasie tej ciemności nie będzie możliwe użyć jakiegokolwiek oświetlenia wymyślonego przez człowieka, tylko poświęcone świece. Kto z ciekawości otworzy okno i wyjrzy lub opuści dom, padnie martwy na miejscu. W czasie tych trzech dni ludzie winni pozostać w swych domach, odmawiać Różaniec i błagać Boga o miłosierdzie. Po trzech dniach ciemności święci Piotr i Paweł zstąpią z Niebios, będą nauczać cały świat i wskażą nowego papieża. Wielkie światło wyjdzie z ich ciał i spocznie na kardynale, który ma zostać nowym papieżem. Wówczas chrześcijaństwo ogarnie całą ziemię. On będzie Świętym Pasterzem, wybranym przez Boga, by stawić czoła burzom. Na koniec otrzyma dar czynienia cudów, a jego imię będzie wielbione na całym świecie. Rosja, Anglia i Chiny powrócą do Kościoła
Maríe Julie Jahenny miała rzekomo podobne wizje:
Ziemia będzie pokryta w ciemnościach. Grzmoty i błyskawice spowodują, że ci, którzy nie mają wiary, ani zaufania w bożą moc, umrą ze strachu. W ciągu tych trzech dni przerażających ciemności, okna muszą być zamknięte, ponieważ nikt nie będzie w stanie zobaczyć ziemi i strasznego koloru, jaki będzie ona miała w tych dniach kary, nie ginąc na miejscu. Niebo będzie w ogniu, ziemia się rozpadnie. W ciągu tych trzech dni ciemności wszędzie muszą być zapalone błogosławione świece, żadne inne światło się nie zapali. Nikt, kto będzie na zewnątrz nie przetrwa. Ziemia będzie drżała jak na sądzie ostatecznym i strach będzie wielki. Tak, będziemy wysłuchiwać modlitw waszych przyjaciół
Ojciec Pio miał rzekomo w 1950 roku napisać list do Watykanu przedstawiający następujący opis Trzech Dni Ciemności:
Nawałnica ognia wyleje się z chmur i rozciągnie na całą ziemię! Sztormy, grzmoty, straszliwa pogoda i trzęsienia ziemi pokryją świat na kilka dni. Nastanie nieprzerwany deszcz ognia! Wszystko rozpocznie się w bardzo zimną noc. – Nie patrzcie przez okno podczas trzęsienia ziemi, ponieważ gniew Boży jest święty! Wiatr, przyniesie ze sobą trujące gazy, które rozniosą się po całej ziemi. Każdy, kto będzie cierpiał i umrze niewinnie, stanie się męczennikiem i będzie przebywał ze Mną, w Moim Królestwie. Szatan zatryumfuje! Jednak po trzech nocach, ogień i trzęsienie ziemi ustaną. Następnego dnia słońce znów wzejdzie i oświeci ziemie. Aniołowie przybędą z Nieba i przykryją ziemie duchem pokoju. Uczucie niezmierzonej wdzięczności ogarnie tych, którzy przeżyją okropne doświadczenia – bliską karę -, którymi Bóg nawiedza ziemię od jej stworzenia

## Kontrowersje i krytyka
W 2021 roku polski franciszkanin o. Wit Chlondowski podjął się próby zbadania rzekomych wizji. Okazało się, że w dostępnych pismach Anny Marii Taigi nie ma informacji o Trzech Dniach Ciemności. Wynikałoby z tego, że teksty pojawiające się w internecie są fałszywe. Potwierdził to również Xawier Cardinero – postulator jej procesu beatyfikacyjnego, informując ponadto, że Taigi była niepiśmienna, a przypisywana jej przepowiednia pojawiła się długo po jej śmierci.
Kapucyni, posiadający archiwum listów świętego ojca Pio, jednoznacznie stwierdzili, że list z rzekomym objawieniem nie istnieje.
Także w pismach Faustyny Kowalskiej nie ma informacji o Trzech Dniach Ciemności.